# 珠島賓館
珠島賓館是位於中華人民共和國广东省广州市的一間四星級酒店，於1950年代初建立，位置在越秀區沿江東路463號。其為具備嶺南園林特色的别墅式賓館，是廣東省比較出名的政務接待賓館之一，有「廣東釣魚台」之稱。

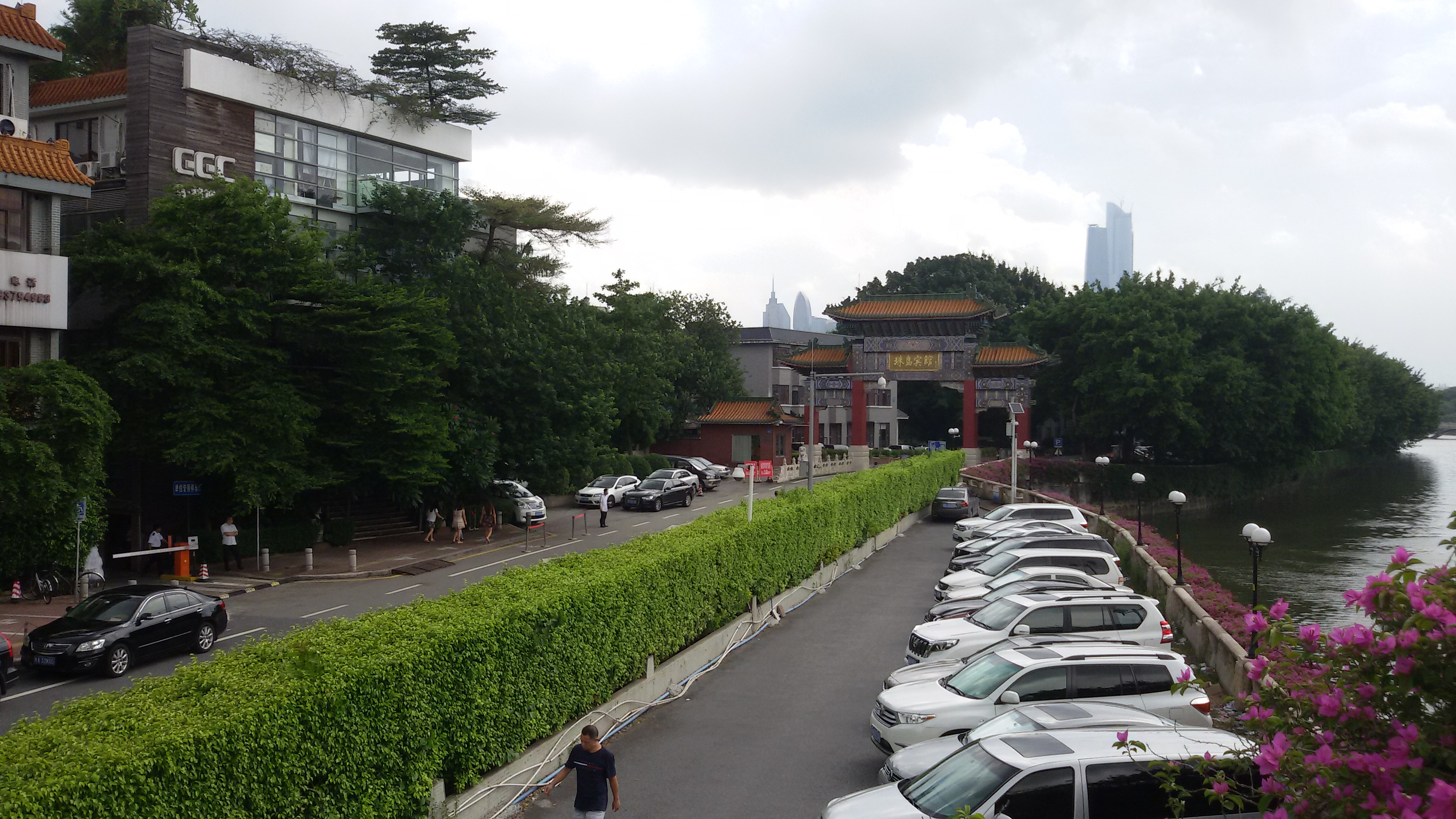
珠島賓館牌坊

## 建築
- 高度：12米
- 佔地面積：120,000平方米
- 建築面積：1,000,000平方米
- 樓層：3層樓
- 內有16座商務樓與多間綜合性大樓、別墅式小樓。

## 歷史
酒店於1950年代初建起，初期名為「廣東省委小島招待所」。1970年，總理周恩來將其改名做「珠島賓館」還讓董必武幫主席寫過賓館名。之後一直由廣東省委同省政府打理，為中華人民共和國黨同國家領導人來廣東的主要接待基地。1980年5月，習仲勛、葉劍英、許世友、楊尚昆來過這裡入住與考察；1983年，時中共中央總書記胡耀邦來這裡入住過；葉劍英也分別於1982年、1983年來過這裡入住。2008年8月底，賓館南邊建起二沙二橋，直到2009年6月2號蓋好。2008年10月搞過大規模裝修。

## 酒店設施
珠島賓館內有301間客房、9間餐廳、18間多功能宴會廳，還有不少中大型會議廳。大樓設計風格具有嶺南園林風格特色，建築外面庭院地區有不少綠化，如同公園一般（緊挨東山湖公園）。

## 接待過的政要名流
毛泽东、周恩来、董必武、杨尚昆、胡耀邦、叶剑英、许世友、习仲勋

## 外部連結
- 珠島賓館官網